# Казахстанско-кувейтские отношения
Казахстанско-кувейтские отношения — двусторонние дипломатические отношения между Республикой Казахстан и Государством Кувейт. Отношения были установлены 11 января 1993 года.

## История
Казахстан и Кувейт установили дипломатические отношения 11 января 1993 года. Посольство Казахстана в Кувейте работает с декабря 2014 года, а посольство Кувейта в Казахстане с января 2015 года.
Президент Нурсултан Назарбаев посещал Кувейт с 31 августа по 1 сентября 1997 года. Касым-Жомарт Токаев, будучи министром иностранных дел, посещал Кувейт в мае 1997 года. В феврале 2020 года президент Токаев в рамках Мюнхенской конференции по безопасности встретился с премьер-министром Кувейта Сабахом ас-Сабахом. В июле 2023 года состоялся первый саммит стран Центральной Азии и Совета сотрудничества арабских государств Персидского залива (ССАГПЗ), на которой президент Токаев встретился с наследным принцем Мишаалем ас-Сабахом.

## Послы
Послом Казахстана в Кувейте по состоянию на май 2025 года является Азамат Бердибай (с ноября 2020 года). Послом Кувейта в Казахстана по состоянию на май 2025 года является доктор Умар Ахмед Мухаммед Мурад Аль-Кандари (с июля 2022 года).

## Товарооборот
Товарооборот между странами в 2023 году составил 3,6 млн долларов.